# Henry Hiles
Henry Hiles (Shrewsbury, 31 de desembre de 1826 – Worthing, 20 d'octubre de 1904) fou un compositor, organista, escriptor i professor de música anglès. Després d'haver estat organista de diverses esglésies, de 1852 a 1859 va fer un viatge al voltant de món; de 1864 a 1867 fou organista de l'església de Sant Pau de Manchester i el 1880 se'l nomenà professor d'harmonia de l’Owen College. El 1882 contribuí a la fundació de la National Society of Professional Musicians. Des de 1885 dirigí Quarterly-Musical Review. Va compondre l'oratori The Patriarches;
- les cantates Fayre pastoral i The Crusaders;
- Salms, antífones, servicis, cors;
- una Suite per a orgue i una òpera.

Com a escriptor,se li deu: 
- Grammer of Music (1879);
- Harmony of Sounds (3a edició 1879);
- First lessons in singing (1881);
- Part Writing or Modern Counterpoint (1884);
- Harmony or Counterpoint (1889);
- Harmony chordal and contrapuntal (1894).